# Tangara peruviana
Tangara peruviana là một loài chim trong họ Thraupidae.